# Kongregace Nejsvětějších Srdcí (Picpus)
Kongregace Nejsvětějších Srdcí Ježíše a Marie a neustálé adorace Nejsvětější svátosti oltářní (latinsky Congregatio Sacrorum Cordium Jesu et Mariae necnon adorationis perpetuae Sanctissimi Sacramenti Altaris, zkratka SSCC, lidově ve Francii Picpusiáni, v Německu Arnsteinští Otcové) je kongregace řeholních kleriků papežského práva v římskokatolické církvi. Věnuje se především misijní činnosti. Byla založena v roce 1800 mladým knězem Pierrem Coudrinem, ženská větev pak Henriettou Aymerovou de la Chevalerie (původně představovaly dvě větve jediné kongregace). Církevní schválení jí udělil papež Pius VII. roku 1805. Jejím asi nejznámějším členem je sv. Damien de Veuster, otec malomocných z havajského ostrova Molokai.